# گایباندا
گایباندا (به لاتین: Gaibandha) یک منطقهٔ مسکونی در بنگلادش است که در ناحیه گایبنده واقع شده‌است. گایباندا ۳۲٫۶۰ کیلومتر مربع مساحت و ۵۹٬۲۸۹ نفر جمعیت دارد.